# Sephilus
Sephilus – rodzaj chrząszcza z rodziny sprężykowatych.
Rodzaj charakteryzuje się m.in. pochylonym pośrodkowo przednim brzegiem czoła. Stanowi grupę siostrzaną dla taksonu złożonego z Achrestus venustus, Dicrepidius ramicornis i Crepidius. Swym zasięgiem występowania obejmuje Borneo, Sumatrę, Malezję i Republikę Chińską.